# Polycelis tenuis
Polycelis tenuis is een platworm (Platyhelminthes). De worm is tweeslachtig. De soort leeft in of nabij zoet water.
Het geslacht Polycelis, waarin de platworm wordt geplaatst, wordt tot de familie Planariidae gerekend. De wetenschappelijke naam van de soort werd voor het eerst geldig gepubliceerd in 1884 door Ijima.

## Synoniem
- Polycelis hepta Hansen-Melander, Melander & Reynoldsen, 1954